# 喀拉特

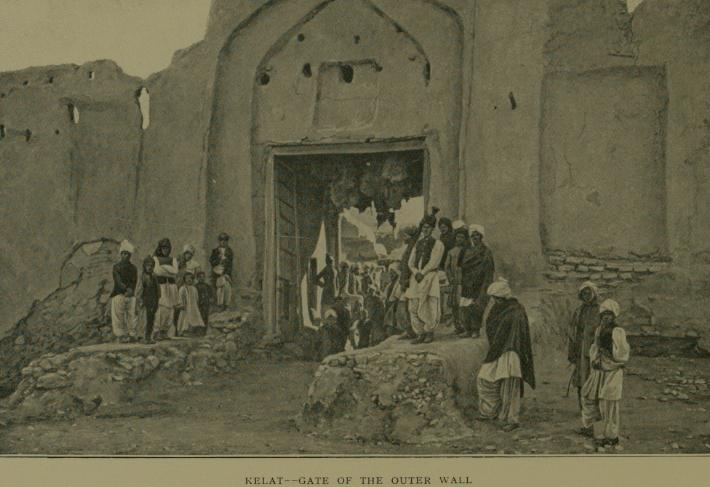
喀拉特

喀拉特（‎）為巴基斯坦俾路支省喀拉特縣中的文化古城，亦為喀拉特縣的行政中心，位在俾路支省省會奎達南邊偏西，人口多為穆斯林。

## 歷史
喀拉特是由一位具有傳奇色彩的布拉灰人Sewa建立並命名為Qalat-e Sewa，意為Sewa的城堡。
在15世紀，從西邊來的俾路支人在此地建立了王國，但很快就衰退了，落入阿富汗人及伊朗人的手中。而從16世紀到19世紀則是布拉灰可汗佔有此地，直到公元1876年納入大英帝國之中。